# Leonard Grundberg
Leonard Grundberg, född 28 juli 1842 i Nordmalings socken, Västerbottens län, död 30 maj 1925 i Hedvig Eleonora församling, Stockholms stad, var en svensk politiker och lasarettsläkare.
Grundberg blev student vid Uppsala universitet 1863 och tog examen som medicine kandidat 1871. Han blev medicine licentiat vid Karolinska institutet 1874. Han var verksam som lasarettsläkare i Vänersborg 1878-1907. Som politiker var han ledamot av riksdagens första kammare 1894-1909, invald i Älvsborgs läns valkrets.